# 新穂純麗
新穂 純麗（にいぼ すみれ、10月28日 （年齢非公開））は、日本のアイドル。女性アイドルグループ　NoelliL/ノエリル（旧:未完成リップスパークル、略称：ミリスパ）のメンバーである。鹿児島のローカルアイドルS☆UTHERN CROSSの元メンバーであり、女性アイドルグループエンタの時間の元メンバーでもある。鹿児島県出身。FIFTY-FIFTY株式会社所属。キャッチフレーズは「けしからんicup♡ノエリルのグラビア枠」。姉はLOVE SPEARS、愛乙女☆DOLLの元メンバーで、現在はフリーランス(タレント)で活動中の新穂貴城。

## 略歴
2012年
- 3月25日 S☆UTHERN CROSS（二期生）公開オーディションに合格し、一期生である姉を追いかける形で加入[1]。当時の芸名は「すみれ」。
- 4月2日 オープンしたばかりの拠点「アイドルシアターegg（天文館カリーノ6階イベントスペース）」にてイベント初参加。
- 5月6日 東京初遠征。
- 9月15日 ワンマンライブにてグループ内ユニット「ピンクタイフーン」結成発表。初期メンバーはすみれ、姉の貴城、同期のまい（及川真衣[4]）の3人。
- 10月28日 ピンクタイフーンデビューライブ。

2013年
- 1月20日 交流会にて姉の貴城とともに2月23日のライブで卒業することを発表。学業との両立が難しく、夢であるパティシエに本気で取り組みたい為。
- 2月23日 貴城すみれ卒業ライブ（シアターegg）にてグループ、及び芸能活動卒業。

2015年
- 3月10日 アリスプロジェクト所属を発表。新穂純麗としてのTwitterアカウント作成。公式ブログへの投稿を開始。23日に最後の更新。
- 4月11日 謎ドルの公式Twitterアカウントに謎レッドとして登場。当初は正体非公開。
- 5月3日 渋谷RUIDO K2にてデビューライブ。謎ドルから「エンタの時間」に改名。赤担当の新穂純麗として青担当の姉とともに正式にお披露目。
- 8月16日 原宿アストロホールの1stワンマンライブにて10月10日付のメンバー全員の事務所卒業とグループの継続を発表。
- 8月25日 エンタの時間公式Twitterにて事務所卒業と同時に解散決定を発表。
- 10月9日 秋葉原SIXTEENにて純麗、ひびき合同生誕ライブ開催。
- 10月10日 原宿アストロホールにて解散ワンマンライブ。
- 12月15日 ICオーディションスタッフTwitterアカウントにて新グループとしてミリスパ誕生報告。初期メンバーとして名が挙がる。担当カラーはエンタの時間に引き続き赤。
- 12月28日 渋谷TAKE OFF 7のまなみのりさワンマンライブにてミリスパお披露目ご挨拶。

2016年
- 1月22日 六本木morph-tokyo、ハピコレ‼︎vol.25にてミリスパデビューライブ。
- 1月31日 六本木LIVE SPACE 虎寅虎にてミリスパ初自主イベント。
- 10月22日 六本木LIVE SPACE 虎寅虎にて「新穂純麗生誕祭 ★すーちゃん２０歳★ 〜今日だけはあなたの1番のお姫様にしてねお♥～」開催。

2017年
- 3月12日 新穂純麗オフィシャルブログ「だおログ」開始

- 7月 「第8回ミスヤングチャンピオン・オーディション」において、5位となった[1][5][6]。

2022年
- 2月公開の『咲かない蕾』で映画初出演[7]。

2023年
- 8月11日　渋谷GRITにて行われたNoelliL/ノエリルのプチワンマンLIVEにて、2024年1月5日白金高輪SELENE b2にて開催のNoelliL 2ndワンマンLIVE[はじまりの場所]を持って、NoelliLを卒業する事を発表[8]。

## 人物
- 姉が一期生であることからS☆UTHERN CROSSのデビューライブは客席で見ている。
- S☆UTHERN CROSS時代にニックネームを募集し「すーちゃん」が一番人気だったが、当時AKB48のメンバーだった佐藤すみれと被るので「みれ」にしようとしたものの結局すーちゃんに落ち着いた。ちなみにS☆UTHERN CROSSの同期である及川真衣からは「すみみちゃん」[4]と呼ばれていた。
- 鹿児島城西高等学校普通科パティシエコース卒。国家資格である製菓衛生師を所持している。在学中はSNSに頻繁に作品をアップし、S☆UTHERN CROSSのメンバーのサプライズケーキを作成したこともある[9]。
- 中学時代はテニス部でキャプテン。ダブルスの後衛。
- 勉強はできる方で、クラスでも上位。得意教科は英語、体育、製菓理論。
- 日常生活ではうっかり怪我をすることが多く、SNSでは青あざや絆創膏の写真がよくアップされる。
- 家族仲は良く、家族の誕生日や季節のイベント事も家族で過ごすことが多かった。特に姉とは仲が良く「世界一仲良しな姉妹」を両者が自認している。
- 体が柔らかく、前開脚やY字バランスができる。
- 特技はお菓子作り。趣味はカラオケ、ぼーっとすること、散歩。
- チャームポイントは目。
- 好きな食べ物はチョコ、オムライス[6]、ラーメン、ハンバーグ、マシュマロ、タルト、カレー等。エリンギは苦手。
- 好きなアニメはドラゴンボール[10]、ドラえもん。
- 好きな男性のタイプは優しい人。好きな男性のしぐさは腕まくりやいつもと違った顔をするところ。
- 好きなゲームはドラゴンクエスト天空の花嫁、牧場物語等。
- ズボンよりスカート派。
- 好きな犬種はポメラニアン。
- 好きな季節は誕生日もある秋。
- 第8回ミスヤングチャンピオン・オーディション出場時、アイドル人生初となる水着姿を公開した。この時、スリーサイズも初公開された。チャームポイントは目と、右の胸にあるホクロとしている。
- アリスプロジェクト所属時のプロフィールに、胸のサイズはCカップであると記載されていた。
- 自身のTwitterで、現在のサイズがFカップであることを自ら公表した。また後に、Hカップであったことが判明したと公表[1][5]し、プロフィールに掲載している。

## 参加楽曲
- 2012年 コンピレーションアルバム「～次世代アイドル革命～」収録 S☆UTHERN CROSS「I will」
- 2013年 シングル S☆UTHERN CROSS「1st シングル」
- 2015年 シングル エンタの時間「時間トラベラー」
- 2015年 シングル エンタの時間「厨2病ファンタジア」
- 2016年 シングル 未完成リップスパークル「ときめきハートダッシュ! / ココカラ」
- 2016年 シングル 未完成リップスパークル「コーラフロートキス / 夢の中ワンダーランド」

## 作品

### イメージビデオ
- けしからんicupは僕のモノ（2025年8月27日、スパイスビジュアル）[11]

## 出演

### テレビ番組
2012年
- 5月 読売テレビ（日本テレビ系）『秘密のケンミンSHOW』再現VTR（S☆UTHERN CROSS）
- 10月 KKB鹿児島放送30周年イベント（S☆UTHERN CROSS）

2013年
- 2月 KTS鹿児島テレビ『デルフォイの神託』ご当地アイドルNo.１決定戦（S☆UTHERN CROSS）
- 5月 KTS鹿児島テレビ『ひっとべ!ボッケモンランド』内コーナー「プリモゼの部屋」（S☆UTHERN CROSS）[脚注 1]

### ネット番組
2015年
- 5月 村山ひとしのアイドリっぱ!（エンタの時間）

### 映画
- 咲かない蕾（2022年2月公開） - 田渕順子役[7]